# Vall de Susa

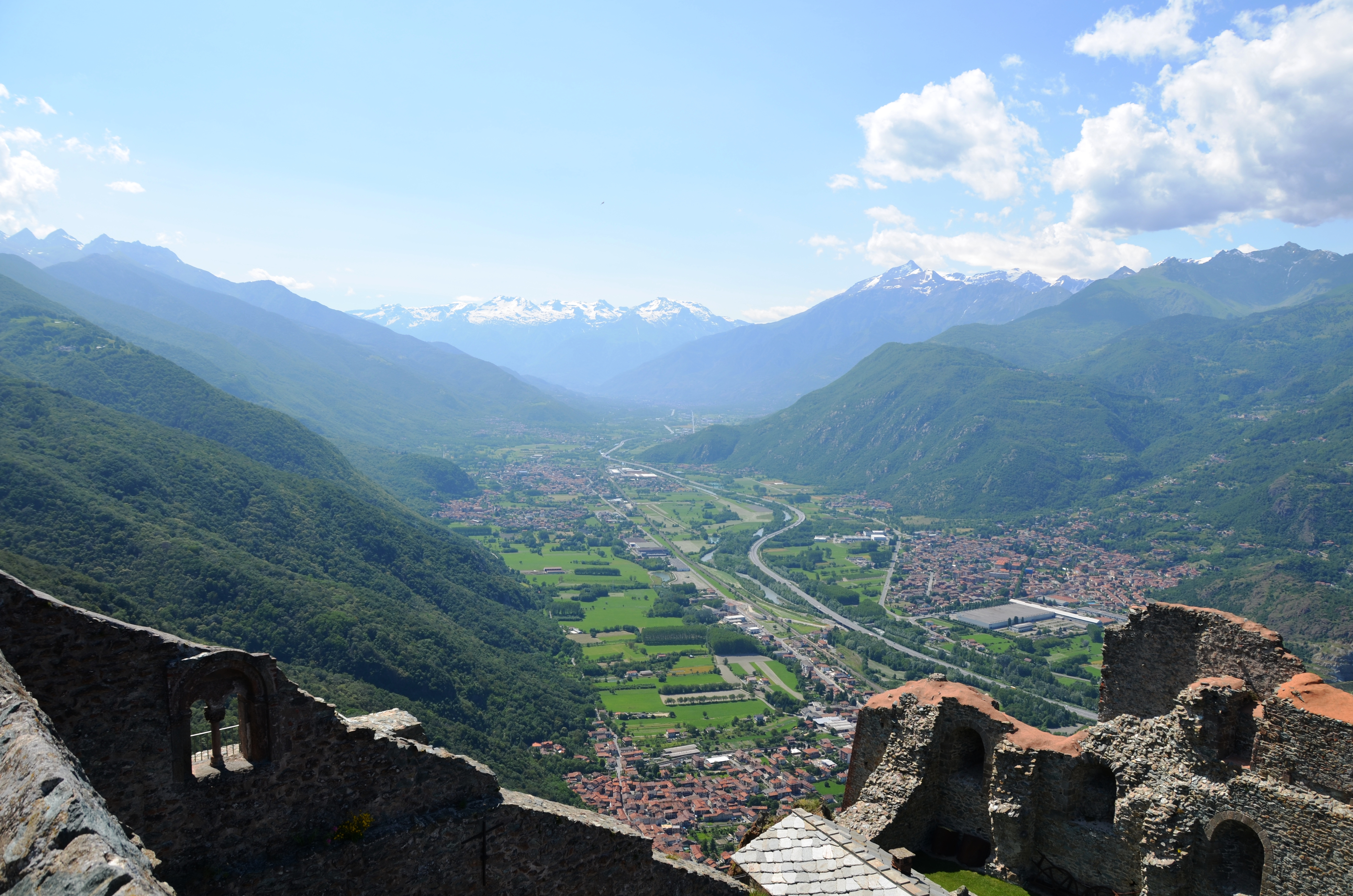
Vall de Susa des de Sacra di San Michele

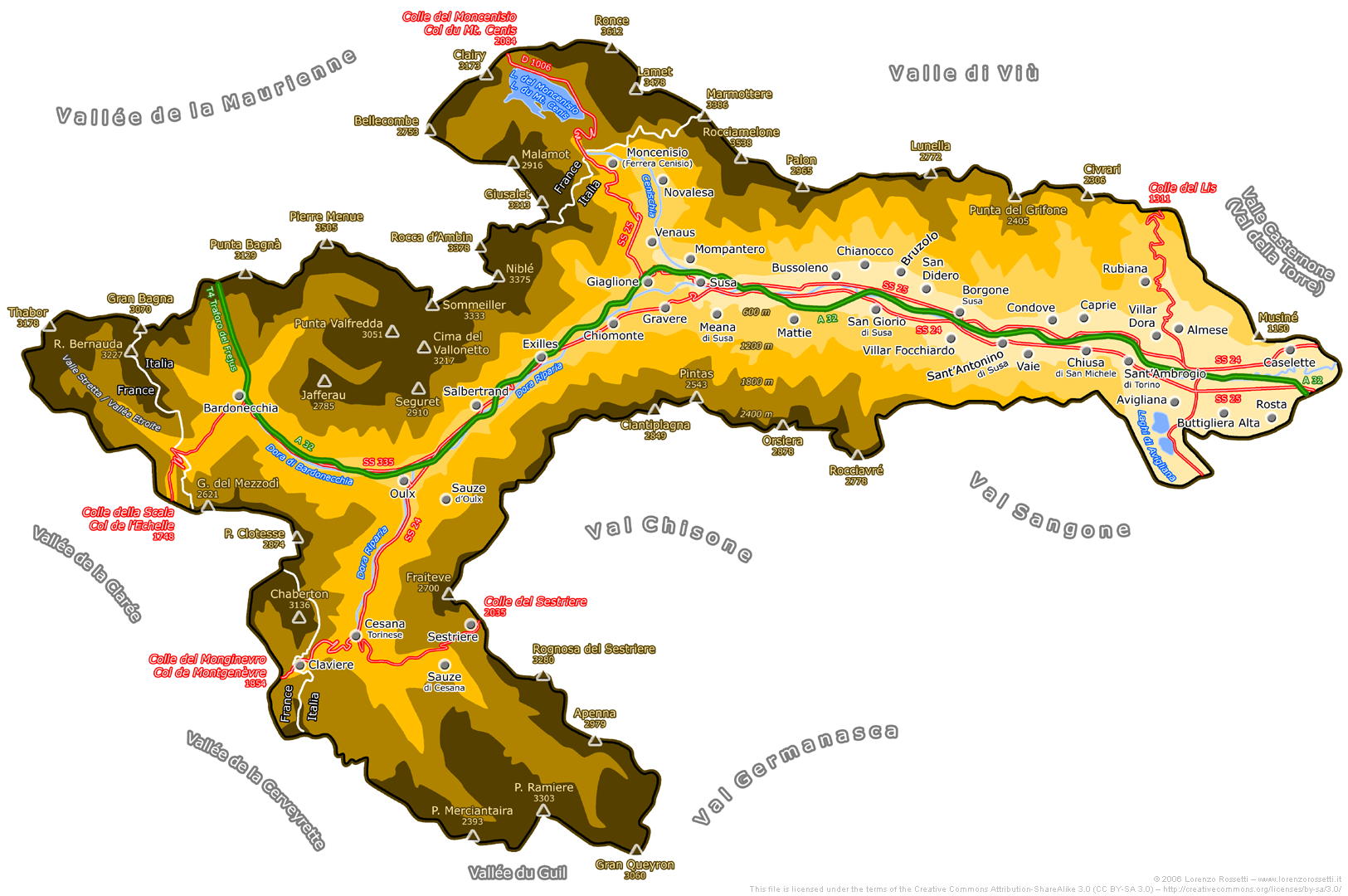
Mapa de la Vall de Susa

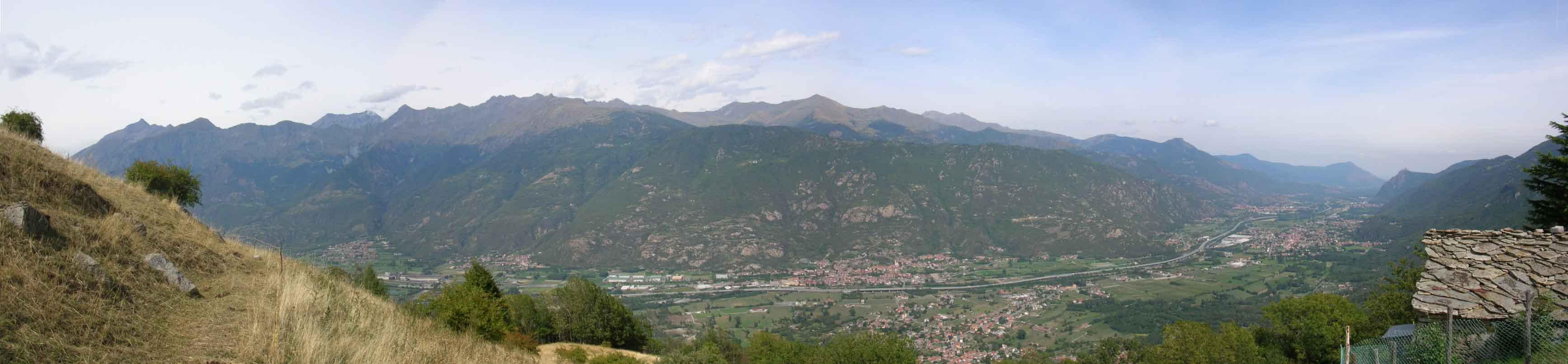
Panorama de la baixa Vall de Susa

La Vall de Susa (italià: Val di Susa, occità: Val d'Ors, piemontès: Valsusa, francoprovençal: Vâl Susa) és una vall italiana situada a la Ciutat metropolitana de Torí, a l'oest del Piemont. La part baixa forma part de les Valls arpitanes del Piemont, mentre que la part alta forma part de les Valls Occitanes.

## Geografia
A la vall hi ha un total de 39 municipis. En total hi ha al voltant de 90.000 habitants
Els principals municipis són Avigliana, Bardonescha, Bussoleno i Susa, que ocupen vora el 30% de la població de la vall.

## Ciclisme
La Vall ha estat una de les etapes del Giro d'Itàlia:
- 1991 (8 de juny): 13^ etapa, guanyada per Eduardo Chozas.
- 1993 (11 de juny): 19^ etapa, cronòmetreindividual guanyada per Miguel Induráin.
- 1994 (11 de juny): 21^ etapa, guanyada per Pascal Richard.
- 2000 (3 de juny): 20^ etapa, cronòmetre individual guanyada per Jan Hruska.
- 2005 (28 de maig): 19^ etapa, guanyada per Josè Rujano.

i del Tour de França:
- 1952: 11^ etapa, Bourg d'Oisains-Sestrière, guanyada per Fausto Coppi
- 1992: 13^ etapa, Saint-Gervais-Sestrière, guanyada per Claudio Chiappucci
- 1996: 9^ etapa, Monetier les Bains-Sestrière, guanyada per Bjarne Riis
- 1999: 9^ etapa, Le Grand Bornand-Sestrière, guanyada per Lance Armstrong